# Marwan al-Shehhi

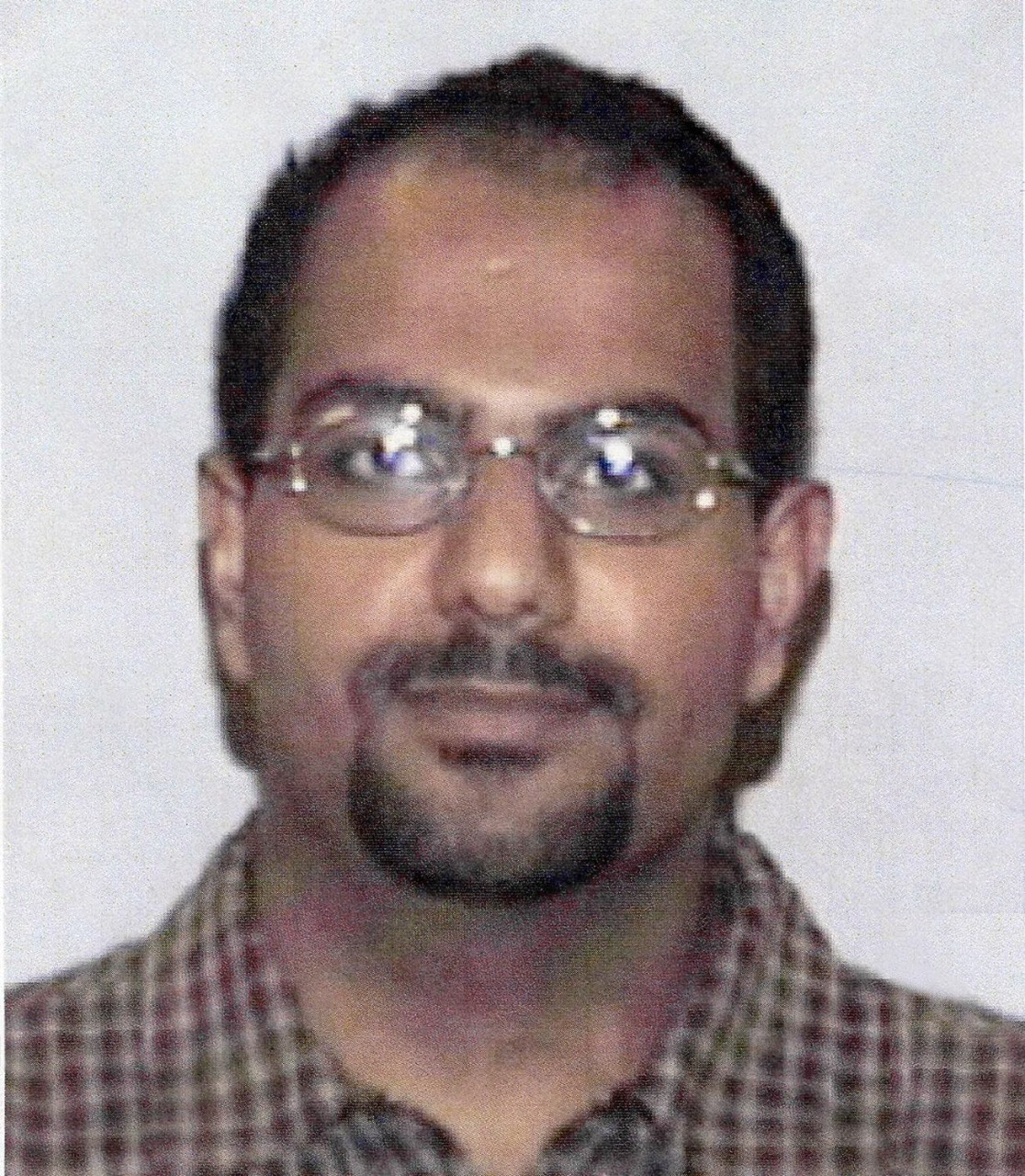
Marwan al-Shehhi

Marwan Yousef Mohamed Rashid Lekrab al-Shehhi (arabisch مروان يوسف محمد رشيد لكراب الشحي, DMG Marwān aš-Šiḥḥī, auch Alshehhi oder asch-Schihhi; * 9. Mai 1978 in Ra’s al-Chaima, Vereinigte Arabische Emirate; † 11. September 2001 in New York City) war der Suizidpilot, der bei den Anschlägen vom 11. September 2001 den United-Airlines-Flug 175 in den Südturm des World Trade Center flog. Mit 23 Jahren war al-Shehhi der jüngste der vier Piloten der Attentate. Wie alle Terroristen des 11. September war er dschihadistischer Salafist.

## Leben
Al-Shehhi stammte aus einfachen Verhältnissen. Laut eigenen Angaben war seine Mutter Ägypterin und litt an einer Augenkrankheit, weswegen sie al-Shehhi für eine Operation nach Deutschland holen wollte. Sein Vater war kurz vor der Reise nach Deutschland gestorben.

### Zeit in Deutschland
Nach der Schulausbildung besuchte al-Shehhi ab 1996 ein Studienkolleg in Bonn. 1999 zog er nach Hamburg und begann ein Schiffbaustudium an der Technischen Universität Hamburg-Harburg. Al-Shehhi soll in Hamburg nach Vermutungen der Ermittlungsbehörden zusammen mit Mohammed Atta und Ramzi Binalshibh am Aufbau der sogenannten Hamburger Terrorzelle beteiligt gewesen sein. Ende 1999 reiste er zusammen mit anderen späteren Attentätern nach Afghanistan. Im März 2000 kehrte al-Shehhi nach Deutschland zurück.
Von seiner ehemaligen Deutschlehrerin, bei der er sich als „Marwan Lekrab“ vorstellte, wurde er als „unreif“ und „ruhig“ beschrieben und hielt sich „für erwachsener als die anderen“. Jedoch erinnerte sie sich an al-Shehhi nicht als fanatisch religiös, er habe sich „selbst mit Juden und Amerikanern gut verstanden“. Auch an der Universität Bonn beschrieb man ihn als unauffällig und sehr zurückhaltend. Wie alle Attentäter des 11. September wird auch al-Shehhi der dschihadistisch-salafistischen Ausprägung des Islam zugerechnet.

### USA-Aufenthalt
Am 29. Mai 2000 reiste al-Shehhi als Erster aus der „Hamburger Gruppe“ in die USA ein. Von Juli bis Dezember 2000 nahm er zusammen mit Mohammed Atta Flugunterricht an der Flugschule Huffman Aviation in Venice, Florida; am 19. Dezember 2000 bestanden sie ihre Prüfung zur Berufspilotenlizenz.
In Begleitung eines unbekannten „Mannes orientalischen Aussehens“ (so die Quellenangabe) kaufte Al-Shehhi sodann am 28. August 2001 am Miami International Airport sein Ticket für den United Airlines Flug 175 am 11. September.